# Yoshida Brothers III
Yoshida Brothers III é o terceiro álbum internacional, e o sétimo álbum da carreira, do premiado Duo musical japonês Yoshida Brothers
O álbum foi lançado no dia 21 de março de 2006.
A canção "Erghen Diado", escrita pelo internacionalmente famoso musicologista Marcel Cellier ganhou um robusto arranjo de bateria, baixo e cordas. Já a canção "Oh My Love", escrita por John Lennon e Yoko Ono ganhou aqui uma versão instrumental. Por fim, a canção "Passion" conta com a participação do músico brasileiro Oscar Castro Neves no violão

## Faixas
01. Erghen Diado

02. Passion (com Oscar Castro Neves)

03. Canon

04. Hit Song

05. Overland Blues

06. Cherry Blossoms in Winter

07. By This River

08. Morricone

09. Oh My Love

10. Tsugaru Jinku

11. My Heart Holds (Kokoro Ni Dakarete)

12. Tsugaru Jongara Bushi